# Влођимјеж Котоњски
Влођимјеж Котоњски (Варшава, 23. август 1925 — Варшава, 4. септембар 2014) био је пољски композитор.
Рођен је у Варшави. Тамо је студирао и дипломирао 1951. године. У почетку га је интересовала народна музика. Почео је да свира клавир 1957. године. Радио је у различитим студијима електронске музике (у Келну, Паризу, Фрајбургу, и Берлину). Умро је 4. септембра 2014. године са 89 година.